# 骨材
骨材（こつざい、aggregate）とは、コンクリートやアスファルト混合物を作る際に用いられる材料である砂利や砂などのことを言う。
コンクリートの場合、主にセメントと骨材と水を混合して造られるが、骨材は体積比で7割程度を占める。

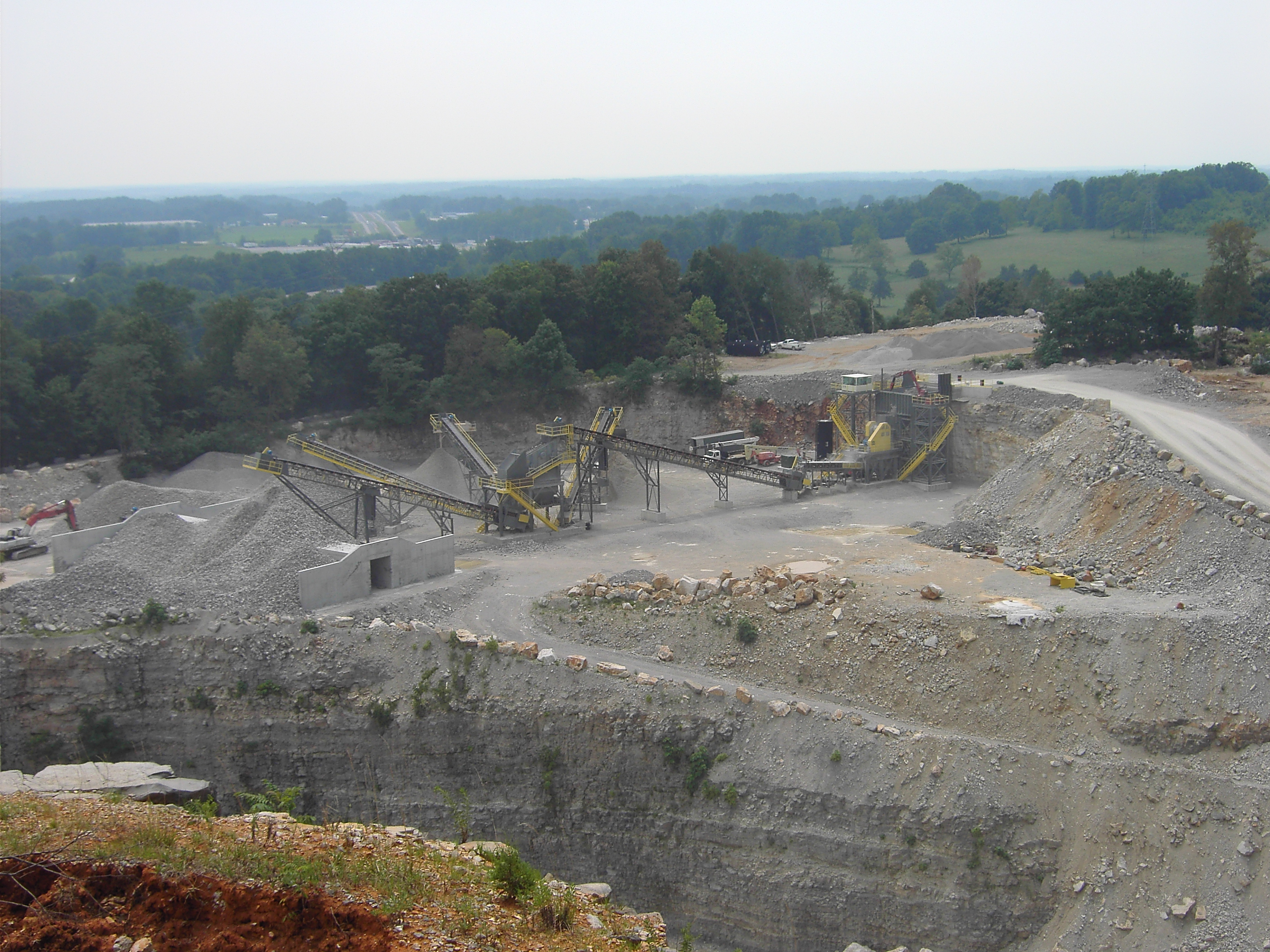
石灰岩の 採石場.

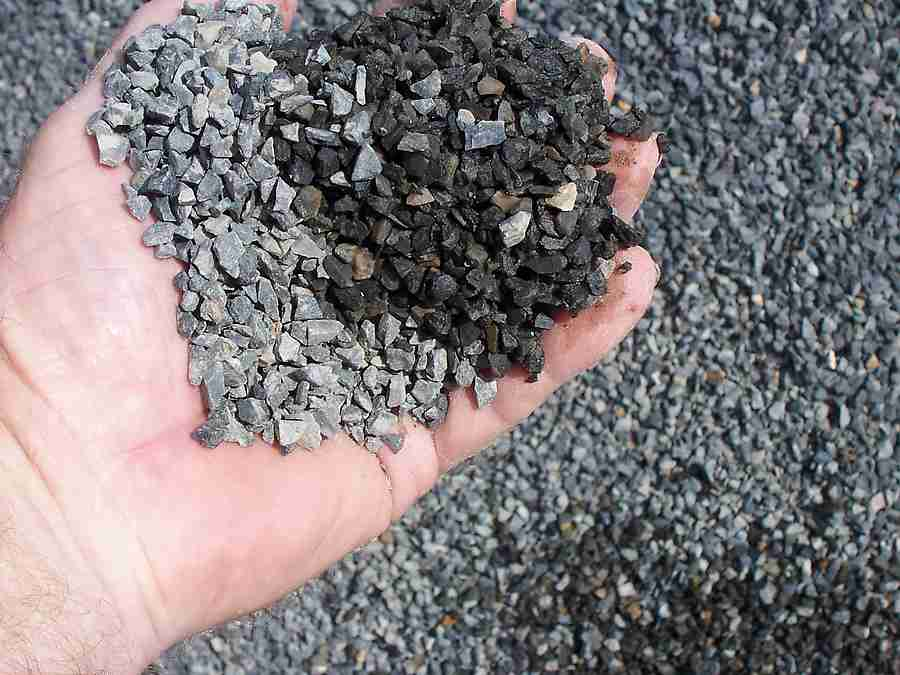
10 mm 玄武岩

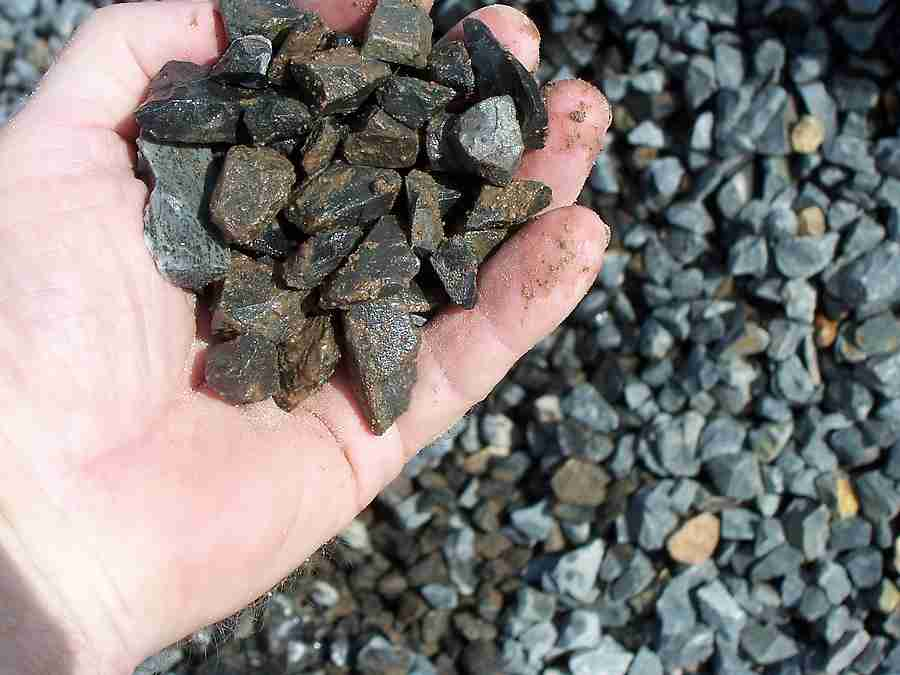
20 mm

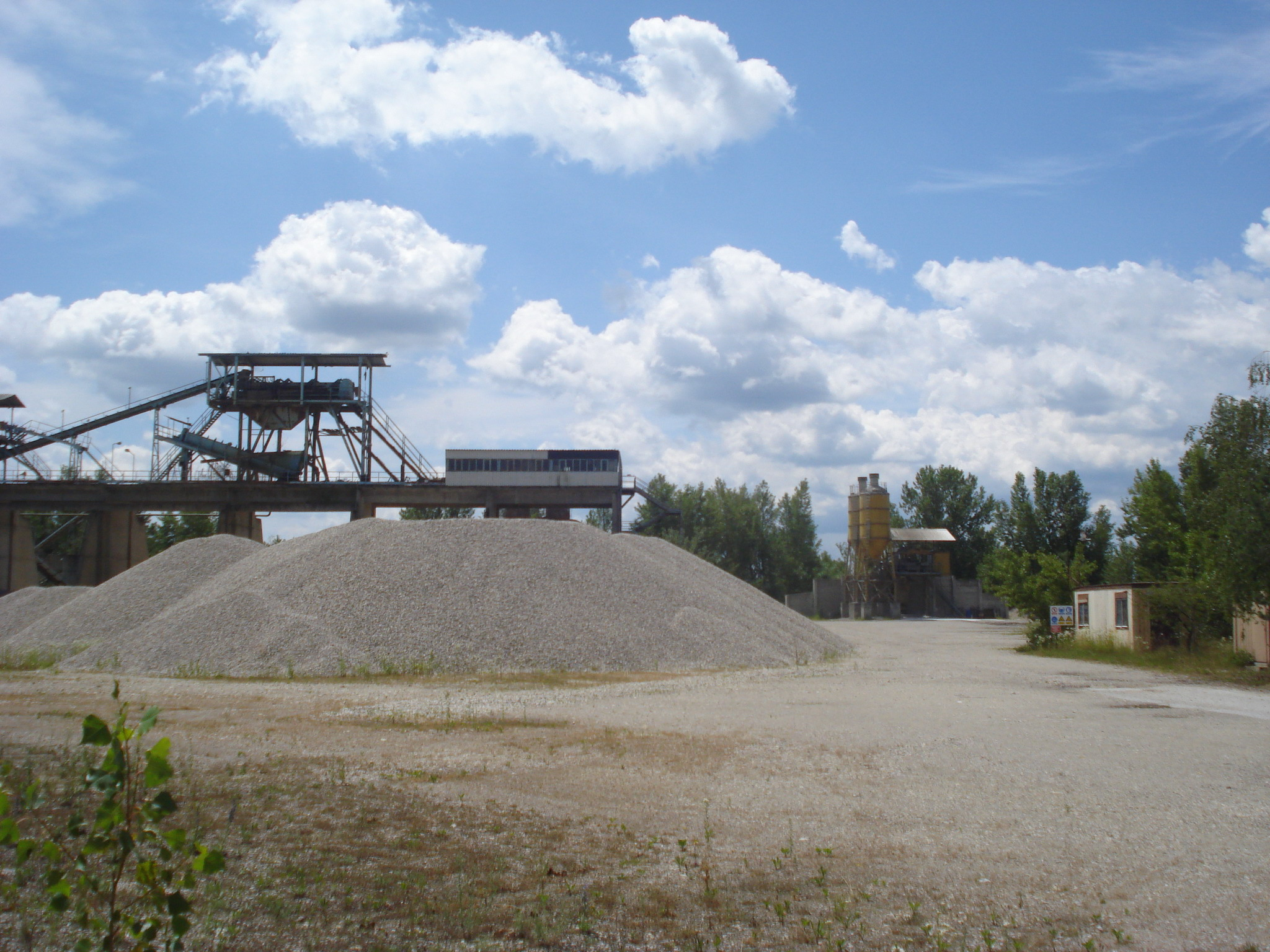
クロアチアメジムリェ郡の砂利と砂の採掘施設

## 粗骨材と細骨材
骨材は、粒径によって粗骨材（そこつざい、coarse aggregate）と細骨材（さいこつざい、fine aggregate）に分類される。
粗骨材
5mmふるいを用いた場合に、質量で85%以上が通過せず留まる粒径の大きな骨材
細骨材
10mmふるいをすべて通過し、5mm以下のものが質量で85%以上含まれる粒径の小さな骨材
配合設計などでは、粗骨材はgravel（砂利）からGまたはg、細骨材はsand（砂）からSまたはsと表記される。

## 採取場所・製造方法による分類
川（川砂、川砂利）
川床・ダム湖底などから採掘したもの。後述する海砂等と比べ、均質で洗浄等の手間も要らないなど骨材としての特性に優れる。かつて日本では最も使われていたが、乱掘等により採取が規制されている。現在では採取できる箇所がダム湖など限られており、特性の良さと採取量が少ないため比較的高価である。川砂の輸入（主に中国から）も行われている。
山（山砂、山砂利）
砂が多い山を削って採掘したもの。微量の塩分や鉱物、粘土質等を含む場合もある。
陸（陸砂､陸砂利）
旧河川敷の砂礫層から採掘したもの。山砂、山砂利と区別しないこともある。
海（海砂）
海底から採掘したもの。川砂や山砂に比べて密度が小さい。貝殻を含んでいるものもあるが、その量が少なければ品質に影響はないことがわかっている。塩分を含むため、塩害対策のために採掘後洗浄される。
浜（浜砂）
海岸近くから採掘したもの。海岸沿いの砂浜から採取した時代もあったが、現在の日本では環境保護・海浜保全等から行われていない。
軽石や火山噴出物（天然軽量骨材）
軽量コンクリート（例としてシンダーコンクリート）の材料として用いられる。

### 人工骨材
砕石、砕砂
高炉スラグ骨材
高炉スラグ細骨材
溶融状態の高炉スラグを急冷して砂粒状にしたもの。
高炉スラグ粗骨材
溶融状態の高炉スラグを徐冷して所定の粒度に砕破したもの。

人工軽量骨材
膨張頁岩やフライアッシュなどを高温焼成して作る。軽量コンクリートの材料として用いられる。

### 再生骨材
コンクリート廃材から取り出した骨材
建設工事に係る資材の再資源化等に関する法律により環境物品（リサイクル製品）として位置づけられることから、公共工事では使用が奨励されており、調達が容易な都市部では使用量が伸びつつある。コンクリートを破砕して再生砕石を製造したものは在庫も多く、他の循環資源が路盤材にリサイクルされている時代において在庫過剰となる。循環型社会実現に向けて、コンクリートから製造した再生骨材を推奨する自治体もある。

#### 再生路盤材
- RM-40（再生粒度調整砕石等）

- RC-40（再生クラッシャーラン等）

## 良い骨材の条件
- 適当な硬度があること
- 泥などの有機物の含有、付着がないこと
- 吸水量が少ないこと
- アルカリ骨材反応の原因にならないこと
- 塩分が少ないこと（鉄筋コンクリートの材料とする場合）
- 粒径が均一であること（大小粒がかたよらず適当な割合で混合していること）

## 悪い骨材の条件
- 特に微粉末が多く含まれている場合は、コンクリートのクラックを発生させる。
- 微粉末は、ヘドロ状で出荷される場合がほとんどで、アスファルト・コンクリートの骨材としては、乾燥や加熱工程に問題が発生する。

### コンクリートの骨材
コンクリートの骨材では、軟質なものや脆弱なものは強度や耐久性に影響を与えることから、軟石または死石と呼び排除が努められる。軟石の試験は、日本工業規格において「粗骨材の軟石量試験方法」（JIS A 1126）が定められている。土木学会が定めた標準示方書では、舗装やダムに用いるコンクリートの例では、重量比で5%以下と定めている。

## 骨材の含水状態
絶対乾燥状態（絶乾状態）
骨材の内部に水が含まれず、完全に乾燥している状態。
空気中乾燥状態（気乾状態）
骨材の表面と内部の一部が乾燥している状態。
表面乾燥飽水状態（表乾状態）
骨材の内部の間隙は水で満たされているが、表面に水が付着していない状態。配合設計では、骨材はこの状態を仮定している。
湿潤状態
骨材内部の間隙が水で満たされ、表面にも水が付着している状態。このとき表面に付着している水を「表面水」と呼ぶ。

## 日本の骨材使用量
日本の骨材の使用量は、2008年現在で約450万トン。1990年のピーク時約900万トンから半減している。骨材を使用するコンクリートも同様の傾向を見せている。